# Cherokee megye (Észak-Karolina)
Cherokee megye az Amerikai Egyesült Államokban, azon belül Észak-Karolina államban található. Megyeszékhelye Murphy, legnagyobb városa Andrews. Lakosainak száma 28 774 fő (2020. április 1.). Cherokee megye Graham, Union, Fannin, Macon, Clay, Polk és Monroe megyékkel határos.

## Népesség
A megye népességének változása:
| Lakosok száma | 27 425 | 27 162 | 27 032 | 27 218 | 27 178 | 28 774 |
|               | 2010   | 2011   | 2012   | 2013   | 2015   | 2020   |